# Delitto di via Marsala
Il delitto di via Marsala è un caso di omicidio avvenuto la mattina del 6 maggio 1996 a Chiavari, nella provincia di Genova, a danno di Nada Cella, una segretaria di uno studio commercialistico. Il delitto è rimasto irrisolto.

## Storia
Nada Cella, nata a Chiavari nel 1971, lavorava come segretaria da cinque anni presso lo studio del commercialista Marco Soracco, al secondo piano di uno stabile di via Marsala 14, a Chiavari. Il 6 maggio 1996, dopo essere giunta al lavoro verso le 8.35, intorno alle 9 ricevette una persona che aveva suonato al citofono; fu quindi aggredita e colpita almeno quindici volte alla testa con un oggetto contundente che non è mai stato ritrovato.
Secondo quanto da lui riportato nella sua deposizione, Soracco scese nello studio verso le 9.10 dal sovrastante appartamento dove abitava, sentì il telefono squillare, rispose ma, dopo pochi secondi, la telefonata venne interrotta; Soracco cercò quindi la segretaria e la trovò a terra, sporca di sangue e con il corpo percorso da spasmi; tornò quindi nel suo appartamento al terzo piano, avvertì la madre e chiamò i soccorsi alle 9.14; scese con la madre nello studio e, secondo quanto poi riportato nelle deposizioni, dichiararono di aver pensato si trattasse di un incidente.
La giovane venne prima portata all'ospedale di Lavagna e poi trasferita all'ospedale San Martino di Genova, dove sarebbe morta dopo una breve agonia. Nel frattempo, nello studio entrarono altre persone; la polizia, arrivata sul posto, inizialmente non pensò a un delitto ma a un incidente e lo studio non venne trattato come la scena del crimine, tant'è che la madre di Soracco pulì le scale e il ballatoio davanti all'ufficio.

## Indagini
Venne ipotizzato dagli inquirenti che la giovane fosse stata percossa con un oggetto cadendo poi a terra, dove l'aggressore continuò a colpirla, prendendone anche la testa fra le mani per picchiarla contro una superficie liscia, probabilmente il pavimento. La dinamica portò a ipotizzare che la vittima conoscesse l'assassino, il quale sapeva come muoversi nell'ufficio. Venne quindi sospettato il datore di lavoro, Marco Soracco, il quale, secondo una testimone, un'inquilina che spesso osservava il passaggio dallo spioncino quando veniva messa in allarme dall'abbaiare del proprio cane, sarebbe arrivato verso le 8.50, venti minuti prima che chiamasse i soccorsi.
Il coinvolgimento di Soracco e un potenziale movente vennero ipotizzati in connessione a un conflitto lavorativo, a partire dalla testimonianza di un collega del commercialista, il dottor Bertuccio, il quale, saputo del delitto, ripensò a una frase dell'uomo di poco tempo prima: "Presto ci sarà il botto, ne parleranno anche i giornali. La segretaria se ne andrà via". Alla luce del delitto, una tale frase sembrò ipotizzare un possibile movente; in questa direzione portò anche la testimonianza della stessa madre di Soracco, la quale raccontò di aver visto Nada in ufficio il sabato precedente, due giorni prima del delitto, mentre portava via un floppy disk che però non verrà mai ritrovato fra le cose della defunta; venne però trovato nella sua borsetta il libretto di lavoro, documento che in genere è in possesso del datore di lavoro e da qui scaturì l'ipotesi della fine del rapporto professionale ma Soracco negò fosse vero.
L'arrivo della segretaria il sabato mattina in ufficio destò interesse, in quanto non era mai successo, nei cinque anni precedenti, che lei si presentasse in servizio fuori dall'orario di lavoro, e lo stesso Soracco confermò agli inquirenti che non c'era alcuna ragione per la quale Nada lo avesse fatto. Le indagini sulla vita privata della giovane non mostrarono elementi che avrebbero potuto portare ad altre ipotesi; restò solo la convinzione che la segretaria fosse stata uccisa da una persona che conosceva e che frequentava l'ufficio. Intanto le testimonianze della vicina di casa e di Bertuccio vennero ritrattate e, anche grazie all'esito negativo del test del DNA, Soracco venne scagionato.
Sul luogo del delitto non vennero trovate tracce o indizi ritenuti al momento utili alle indagini, come orme o impronte, e non fu neanche mai ritrovata l'arma del delitto; inoltre nello stabile nessuno sentì urla o rumori sospetti e non venne notata neanche la presenza di estranei. A complicare la situazione ci fu anche il fatto che i primi soccorritori, pensando a una disgrazia e non a un crimine, alterarono la scena del delitto (la madre di Soracco, che viveva nell'appartamento sopra l'ufficio, addirittura pulì dalle rilevanti tracce di sangue il vano scale e il ballatoio davanti all'ufficio stesso). Si poté appurare che nessuno aveva visto entrare la giovane né tanto meno fossero stati uditi rumori tra le 8:51, quando cioè la segretaria stampò un documento dal computer, e le 9.11, quando Soracco arrivò in ufficio; solo l'inquilina del piano di sotto affermò di aver sentito sbattere la porta dello studio qualche minuto dopo le 9.00. Sulla scena del delitto venne ritrovato anche un bottone con un disegno a stella che anni dopo avrebbe condotto a nuove ipotesi investigative.
Alla fine del 1998 il caso fu archiviato e Soracco e sua madre vennero scagionati. Un'altra sospettata fu Annalucia Cecere che, secondo un'ipotesi degli investigatori, avrebbe voluto prendere il posto di Nada nello studio del commercialista; ma in seguito questa ipotesi venne archiviata. Nel novembre 1999 vennero disposti accertamenti su un muratore della zona, reo confesso dell’omicidio di una prostituta serba. Nel 2005 si riaprì il fascicolo partendo dai diari di Nada Cella. L'anno successivo la Procura di Genova indagò per il delitto altri due muratori, coinvolti in un’inchiesta sul racket della prostituzione. Nel 2011 vennero ritrovati tre capelli che, dopo le analisi, sarebbero risultati non appartenere alla vittima.

### Sviluppi successivi
Nell'estate 2019 Annalucia Cecere, già sospettata nel 1996, ha minacciato con messaggi vocali Antonella Pesce Delfino, la criminologa che lavorava alla riapertura del caso per conto della madre di Nada, che si era presentata a casa sua per farle delle domande. Tali messaggi sarebbero poi stati annessi al materiale al vaglio della procura nell'inchiesta del 2021.
Nel 2021, infatti, vennero avviate altre indagini grazie a nuove strumentazioni che hanno permesso l'individuazione, su una sedia dell’ufficio e sugli indumenti della ragazza, di tracce di due profili di DNA maschile e femminile, oltre a un'impronta digitale, e la loro analisi. A seguito del riesame di alcune testimonianze, nello stesso anno venne disposto il sequestro di un ciclomotore di proprietà di Annalucia Cecere che fu quindi di nuovo indagata in quanto, a seguito di una telefonata anonima, venne riferito ai Carabinieri che era stata vista la mattina dell'omicidio allontanarsi a bordo del suo motorino da via Marsala; le verifiche, finalizzate a trovare tracce di sangue sul ciclomotore, diedero però esito negativo. Cecere, interrogata in Procura a Genova, affermò di essere stata impegnata a fare delle pulizie per uno studio dentistico di Sestri Levante la mattina dell’omicidio. La donna, che all'epoca viveva in corso Dante, a pochi passi da via Marsala, sarebbe stata gelosa di Nada, che voleva sostituire nell'incarico allo studio e, secondo quanto riferito ai Carabinieri di Sestri Levante da una sua vicina di casa dell'epoca, aveva delle mire sul commercialista, che lei aveva conosciuto e incontrato, mentre egli invece ne ha preso le distanze, dichiarando di averla frequentata sempre e solo in compagnia di amici, senza riservarle particolari attenzioni.
Durante una perquisizione nell'abitazione della Cecere, vennero trovati cinque bottoni di una giacca di jeans simili a quello rinvenuto sulla scena del crimine, riposti in una scatoletta: i bottoni furono comparati fotograficamente al reperto proveniente dalla scena del crimine, ma l'analisi non fu ritenuta bastevole, per cui la pista non ebbe ulteriori esiti. Ad assicurare con una nota stampa l'estraneità ai fatti della Cecere e l'archiviazione fu il procuratore capo Gio Batta Copello, basandosi sulla segnalazione del titolare dell’inchiesta, il pm Filippo Gebbia, che aveva svolto le prime indagini e poi archiviato.
Nelle nuove indagini del 2021 vennero inseriti nel registro degli indagati anche Marco Soracco e sua madre, Marisa Bacchioni, con l'accusa di false dichiarazioni in quanto non avrebbero raccontato tutto quello che sapevano sulla Cecere. Nel 2021 e nel 2022 furono riesaminate le posizioni di alcune persone coinvolte: il pubblico ministero Gabriella Dotto, della procura di Genova, è ritornata su alcune decisioni del PM Gebbia, ormai in pensione, e lo avrebbe sentito in proposito, in particolare sull'accantonamento dei bottoni quale prova da seguire e delle indagini sulla Cecere.
Nel marzo del 2023 la Procura di Genova ha chiesto una proroga di sei mesi per le indagini, visto il ritrovamento di uno scatolone nell'Unità Delitti Irrisolti di Roma contenente reperti raccolti sulla scena del crimine. Ad aprile 2023, viene ripreso in esame anche l'apporto di una teste ascoltata a suo tempo dal pm Gebbia, a cui stavolta viene dato maggior risalto grazie alla segnalazione, in proposito, di una studiosa del faldone delle indagini svolte dai Carabinieri nel 1996, la criminologa Antonella Pesce Delfino. Alla testimone, ovvero una vicina di casa della Cecere, quest'ultima avrebbe riferito la propria gelosia nei confronti della Cella, professionale e sentimentale, essendone al centro Soracco.
Ad ottobre 2023 la Procura chiude le indagini preliminari e ne notifica l'avviso ad Anna Lucia Cecere, accusata di omicidio volontario, aggravato dai futili motivi e dalla crudeltà in quanto avrebbe ucciso Nada Cella perché voleva prendere il suo posto sia nel lavoro sia con il commercialista. A questi e alla di lui madre vengono contestati i reati di false dichiarazioni all'autorità giudiziaria e favoreggiamento; Soracco, secondo i magistrati, dopo aver sorpreso l'assassina nel suo studio decise con la madre di non dire nulla per non attirare attenzioni sul suo lavoro e sulla sua vita. Gli inquirenti ipotizzarono che o Soracco oppure suore di Chiavari, che l'avevano già aiutata in precedenza essendo una ragazza madre, avrebbero potuto aiutarla economicamente a lasciare Chiavari (la donna si trasferì in Piemonte circa un mese dopo il delitto), pagandole l'affitto e l'acquisto di mobili. A dicembre la Procura di Genova chiede il rinvio a giudizio per i tre indagati.
Del gennaio 2024 è l'annuncio di notifica ad Annalucia Cecere dell'udienza preliminare. Un riesame dei documenti ha infatti permesso di puntualizzare nuovi elementi, tra cui un passaggio di denaro in nero (forse dunque scoperto da Nada Cella), che avrebbe concorso a motivare il delitto, maturato in un groviglio dai caratteri sentimentali e criminali insieme. Un ulteriore elemento venuto alla luce e riferito dal PM è che la forte somiglianza tra l'indagata Anna Lucia Cecere e la vittima potrebbe aver indotto un teste chiave a uno scambio di persona: tale somiglianza avrebbe potuto così rendere possibile a Cecere, il giorno del delitto, una eventuale fuga.
Tuttavia il 1º marzo la Cecere viene prosciolta dalla GUP Angela Maria Nutini per mancanza di elementi sufficienti per una ragionevole ipotesi di condanna, condizione per la quale si può aprire un processo dalla promulgazione della riforma Cartabia. Poiché infatti il motorino dell'indagata era stato dalla proprietaria modificato con pezzi di ricambio, sopravvivendo, del modello originario, soltanto il motore e alcuni segmenti meccanici, non è stato possibile reperire la prova del DNA dell’indagata. Cadono quindi anche le accuse nei confronti di Soracco e della madre che secondo Nutini hanno «pacificamente compiuto un tentativo di depistaggio» e quindi "hanno sì mentito, ma per proteggere loro stessi da una possibile accusa di omicidio quindi in modo giuridicamente lecito".
Il mese seguente la PM Gabriella Dotto presenta ricorso ritenendo che la sentenza di proscioglimento presenta "plurimi travisamenti nell'esame delle prove e dei fatti che inevitabilmente sviliscono la complessità della indagine". Oltre, infatti, alla necessità di chiarire i procedimenti per i quali le prove siano state rese indisponibili, altro punto su cui si snodano potenziali indagini ed è sensibilizzata l'attenzione dell'opinione pubblica e degli eventuali conoscenti è l’identità della donna che aveva telefonato, all’epoca, alla signora Bacchioni, dicendo di aver visto Cecere in via Marsala all’ora del delitto.
Il 20 novembre dello stesso anno i giudici della Corte d’Appello accolgono il ricorso mandando a processo la Cecere, Soracco e la madre con inizio fissato per il 6 febbraio 2025. Tuttavia la madre del commercialista non andrà mai a processo su decisione del presidente della corte di cassazione che a marzo accoglie la richiesta del suo legale poiché la donna non sarebbe in grado di intendere e di volere vista l’età.

## Influenza culturale
Diversi giornalisti si sono occupati del caso nei programmi televisivi Chi l'ha visto?, Mistero in blu, Quarto grado e FarWest (è finita agli atti l'intervista in cui Soracco definiva Cecere "un'amica"), nel podcast Indagini di Stefano Nazzi e nei format su web come Indagini aperte che ha potuto avvalersi, negli anni, di testimonianze e approfondimenti da parte di protagonisti e professionisti del settore che si erano distinti nell'ambito del caso, tra cui il giornalista e scrittore Igor Patruno